# Figlio naturale
Nel diritto di famiglia italiano l'espressione figlio naturale indicava una persona nata da due genitori non sposati tra di loro.
Tale definizione è stata superata dalla legge 219/2012 e il decreto legislativo 154/2013, che opera solo relativamente alla costituzione legale del rapporto di filiazione, distinguendo quindi in figlio nato nel matrimonio e figlio nato fuori dal matrimonio solo ai fini delle diverse modalità di attestazione del rapporto di filiazione.

## Storia
La riforma del diritto di famiglia fu varata dopo l'introduzione, nel 1970, dell'istituto del divorzio, la cui legge istitutiva era stata invano sottoposta al referendum abrogativo del 1974; la riforma portò al superamento della disparità di accesso all'eredità alla morte del padre: il vecchio codice civile del 1942, agli articoli 574-582, pur riconoscendo titolo alla successione dei figli nati fuori dal matrimonio, riconosceva a questi solo la metà dell'ammontare del patrimonio spettante ai figli legittimi; permetteva a questi ultimi la facoltà di liquidare in denaro o in beni a loro scelta la quota spettante ai loro fratelli illegittimi; infine, garantiva loro l'intero asse ereditario solo in caso di non concorrenza con altri figli o con il coniuge superstite.
Il nuovo diritto di famiglia riconobbe invece la pari dignità nella successione a prescindere dallo status di figlio naturale o legittimo;  la differenza di status riguardava soltanto la costituzione di obblighi della coppia: nel caso di figlio naturale ognuno dei due genitori era obbligato individualmente verso il proprio figlio, mentre nel caso di coppia sposata il rapporto di filiazione si costituiva in solido tra la coppia e il figlio.
Infine, nel 2012 e a seguire nel 2013, sono cadute tutte le distinzioni tra le tipologie di figli, e quindi vi è piena equiparazione tra discendenti naturali, legittimi e adottivi; le uniche distinzioni, solamente a determinati fini non successori, sono tra figlio nato nel matrimonio e fuori del matrimonio.

## Riconoscimento del figlio nato fuori del matrimonio

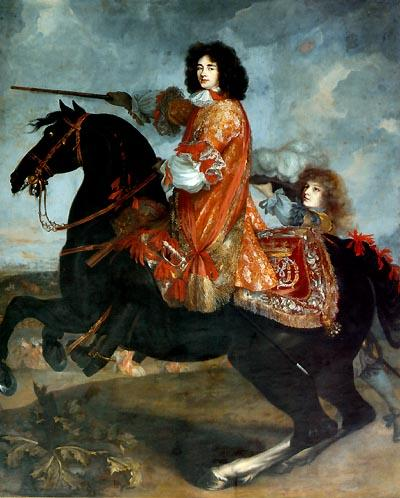
Ritratto del duca James Crofts, figlio illegittimo di re Carlo II d'Inghilterra.

Il riconoscimento del figlio nato fuori del matrimonio è una dichiarazione unilaterale di scienza con la quale una persona dichiara di essere padre o madre di un'altra persona. Sulla base di questo atto irrevocabile si forma l'atto di nascita. Nel caso in cui sia già presente un riconoscimento, occorrerà prima far cadere la legittimità, con un'azione di contestazione della legittimità e poi fare il riconoscimento. 
Il riconoscimento di figli incestuosi è ammesso sola previa autorizzazione del tribunale (per il riconoscimento dei figli incestuosi minorenni è competente il tribunale per i minorenni). Tuttavia il figlio incestuoso può agire in ogni caso per ottenere il mantenimento, l'istruzione o l'educazione e, se maggiorenne, e in stato di bisogno, gli alimenti. 
Per riconoscere un figlio nato fuori del matrimonio sono necessari 16 anni di età, salvo che il giudice li autorizzi, valutate le circostanze e avuto riguardo all'interesse del figlio (art. 250, ultimo comma c.c.). Prima di allora il figlio sarà affidato ad altre persone. Nel caso in cui il riconoscimento non avvenga contestualmente alla nascita, ma tardivamente (ovvero con un testamento o una dichiarazione apposita ricevuta dall'ufficiale dello stato civile o dal giudice tutelare o dal notaio) e il figlio abbia compiuto 14 anni sarà necessario anche il suo consenso, se minore di 14 anni è necessario il consenso dell'altro genitore. In quest'ultimo caso, la mancanza del consenso può essere superata da un provvedimento del giudice che autorizzi il riconoscimento, nell'interesse del figlio.

## Dichiarazione giudiziale di paternità e maternità
Da quando la Corte Costituzionale con la sentenza n. 50/2006 ha dichiarato l'illegittimità costituzionale dell'articolo 274 del Codice Civile, il riconoscimento non è più un atto discrezionale del genitore naturale, ma è possibile costituire un rapporto giuridico di filiazione anche contro la volontà del genitore naturale che non riconosce il figlio. Il figlio ha cioè diritto di vedere costituito il proprio rapporto di filiazione portando la prova biologica sulla paternità o maternità in giudizio. L'articolo 274 c.c. prevedeva che fosse necessario valutare l'ammissibilità dell'azione in giudizio (fumus boni iuris) nonché valutare se il riconoscimento andasse a beneficio del figlio. Dopodiché la sentenza poteva essere impugnata fino all'ultimo grado di giudizio. Tutto ciò comportava una durata oltremodo lunga del caso, impedendo al figlio di vedere soddisfatto il suo diritto. 
Il genitore, che la dichiarazione giudiziale ha decretato come tale, sarà costretto a pagare ex tunc gli arretrati per mantenere il figlio.
Per la dichiarazione di paternità occorre la certezza della prova, restando l'onere della prova alla madre o figlio ricorrenti.
L'uomo può rifiutare, senza obbligo di motivazione o giusta causa, il test senza conseguenze legali (civili o penali) o nell'esito del procedimento di accertamento della paternità, anche nelle forme non invasive e prive di possibili effetti collaterali sulla salute. Tuttavia il giudice può tenere conto del rifiuto, valutandolo a carico dell'uomo. Anche in presenza di un rifiuto del test che potrebbe essere valutata da alcuni come un'implicita ammissione della paternità, esistendo questo diritto al rifiuto, tecnicamente le dichiarazioni della donna sulla paternità del figlio hanno pari rilevanza processuale di quelle dell'uomo su possibili relazioni della donna con terzi, o che negano rapporti sessuali completi e quindi la possibilità del fatto contestato. Con dichiarazioni contrastanti, senza testimoni o altri riscontri probatori maggiori (come il test del DNA), non è possibile l'accertamento della paternità per insufficienza di prove.
Tenuto conto della oggettiva difficoltà a reperire prove per l'accertamento di paternità, la giurisprudenza valuta ai fini probatori anche la condotta delle parti durante il procedimento, non solamente quella relativa al periodo della relazione-concepimento. La Cassazione ha stabilito che il rifiuto non motivato del test del DNA (poco costoso, non invasivo e privo di conseguenze sulla salute) può essere valutata dal giudice come prova per la declaratoria di paternità .
Al riguardo, la legge 219/2012 (art. 1, comma 1, c) dispone la ridefinizione della disciplina del possesso di stato e della prova della filiazione, prevedendo che la filiazione fuori del matrimonio possa essere giudizialmente accertata con ogni mezzo idoneo.

## Limiti e casi particolari
Il figlio nato fuori del matrimonio da persona unita in matrimonio (figlio adulterino) non può essere immesso nella casa familiare se non con autorizzazione del giudice che può concederla solo se sussiste il consenso del coniuge convivente e dei figli nati nel matrimonio con più di 16 anni e il consenso dell'altro genitore naturale, e se ritiene ingiustificato il mancato consenso dei figli (articolo 252 c.c.).
Il figlio incestuoso può essere riconosciuto solo se vi è un giudizio preliminare di conformità del riconoscimento al suo interesse (articolo 251 c.c.).
Per quanto attiene alla responsabilità genitoriale, dopo la recente legge sull'affidamento condiviso, la responsabilità è esercitata da entrambi i genitori di comune accordo; in casi particolari, ovvero quando il giudice ritenga contrario all'interesse del figlio una situazione di questo tipo, il figlio verrà affidato a un solo genitore che eserciterà da solo la responsabilità. Quanto al cognome in caso di riconoscimento congiunto assume il cognome del padre; in caso di riconoscimento separato assume il cognome di chi l'ha riconosciuto per primo. Competente, al riguardo, resta il tribunale per i minorenni.

## Le impugnazioni
Il legislatore prevede tre tipi d'impugnazione del riconoscimento, previsti dagli artt. 263, 265 e 266 Cod. Civ; nello specifico, si tratta di: impugnazione del riconoscimento per difetto di veridicità, impugnazione per violenza e impugnazione del riconoscimento per effetto d'interdizione legale.
La Cassazione, tuttavia, ha affermato che, nell'interesse prevalente del minore, il disconoscimento non può avvenire dopo due anni dalla nascita .

### L'impugnazione del riconoscimento per difetto di veridicità
L'impugnazione del riconoscimento per difetto di veridicità ex art. 263 Cod. Civ., può essere proposta dall'autore del riconoscimento, oppure da colui che è stato riconosciuto, ovvero da chiunque vi abbia interesse. Essa è ammessa anche dopo la legittimazione ed è imprescrittibile; con essa, il proponente mira a far rilevare che il riconosciuto non è stato, in realtà, procreato dalla persona che, invece, ha dichiarato solennemente d'essere genitrice.
L'impugnazione da parte del riconosciuto, ex art. 264 Cod. Civ., non può essere proposta durante la minore età o durante lo stato d'interdizione per infermità di mente; compete, tuttavia, al giudice, la nomina d'un curatore speciale, per l'esercizio dell'azione.
Esistono delle limitazionii alla possibilità di revocare il riconoscimento del figlio da parte di un genitore che afferma di essere quello biologico, senza esserlo .

### L'impugnazione per violenza
L'articolo 265 c.c., poi, autorizza il genitore che abbia effettuato il riconoscimento in stato di soggezione causata da vis compulsiva; l'azione si prescrive in un anno dal giorno della cessazione della violenza ovvero in un anno dal conseguimento della maggiore età, se il genitore era minore.

### L'impugnazione per effetto d'interdizione giudiziale
Infine, l'articolo 266 permette d'impugnare il riconoscimento effettuato dall'incapace, la cui incapacità derivi da interdizione giudiziale; legittimato attivo in questo caso è il rappresentante dell'interdetto, ovvero l'autore del riconoscimento stesso, se v'è stata revoca dell'interdizione. In quest'ultimo caso, l'azione si prescrive in un anno dalla revoca. Benché la legge non lo dica espressamente si ritiene che sia rilevante anche la capacità naturale di agire, perciò è invalido e impugnabile il riconoscimento compiuto da un soggetto incapace di intendere o di volere, al quale spetta chiedere l'annullamento dell'atto.

### Accoglimento dell'azione
È importante notare che, affinché l'azione prevista dall'articolo 263 sia accolta, è necessario provare che il riconoscimento fosse mendace e, quindi, non sussiste rapporto di filiazione, mentre nel caso delle azioni previste dagli articoli 265 e 266, la richiesta è accolta anche qualora il riconoscimento fosse veritiero, perché il soggetto non è stato libero di scegliere se riconoscere o meno il figlio o perché il soggetto non era in grado di valutare le conseguenze del suo gesto.
Non rilevano in questa sede gli altri due casi di vizio del consenso, vale a dire l'errore e il dolo.

### Trasmissibilità dell'azione e provvedimenti in pendenza di giudizio
Gli articoli 267 e 268 Cod. Civ., infine, si occupano di regolare la trasmissibilità dell'azione (prevedendo che, nei casi di cui agli articoli 265 e 266, gli ascendenti, i discendenti e gli eredi possono esperire le medesime azioni, entro il termine ivi previsto) e dei provvedimenti in pendenza di giudizio.